# آرنه هارتمان
آرنه هارتمان (بالفنلندية: Arne Hartman)‏ هو دبلوماسي فنلندي، ولد في 1940.